# Gipsy.cz

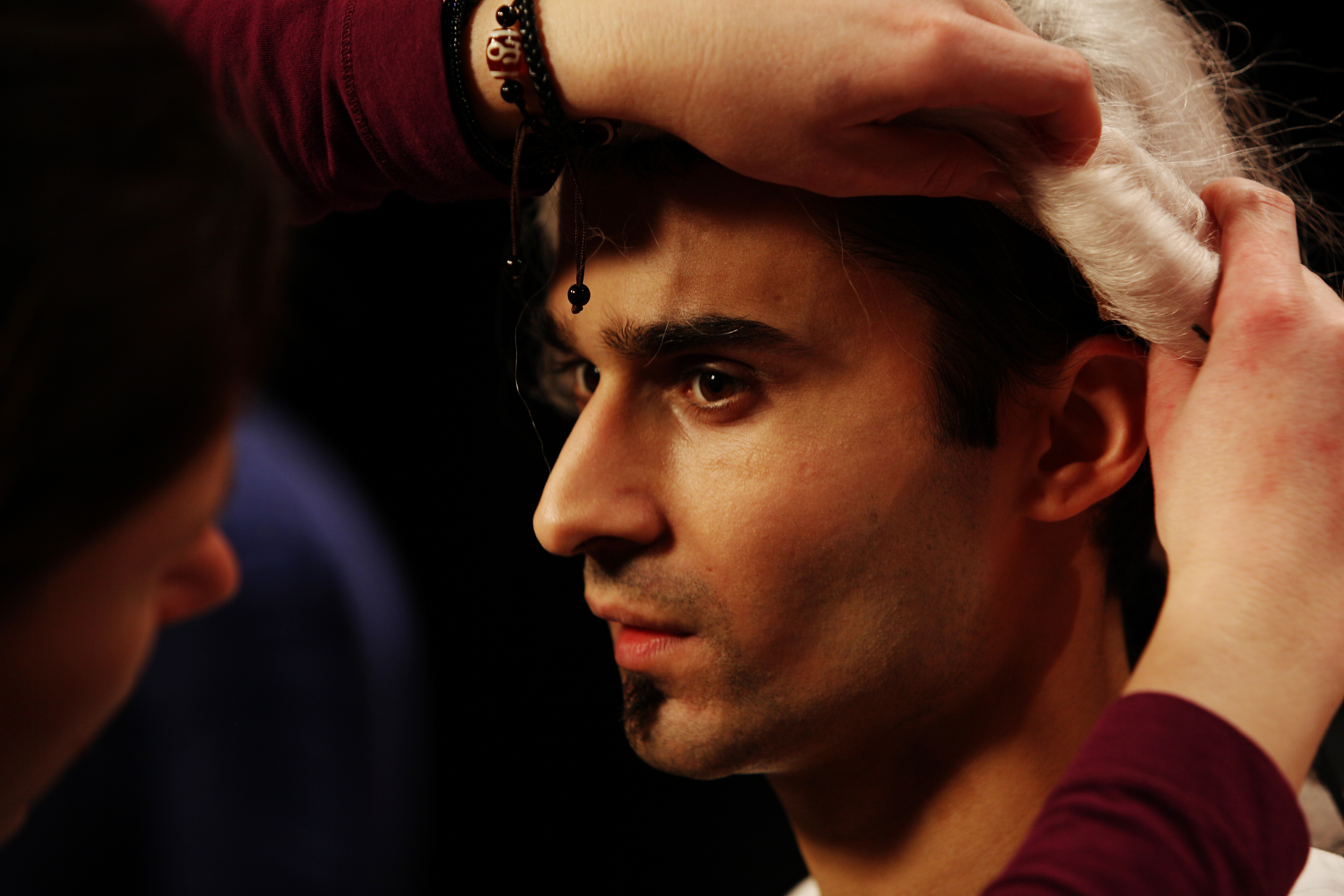
Gipsy.cz (bild från 2009)

Gipsy.cz är en tjeckisk/romsk hiphop-artist från Tjeckien. Hans riktiga namn är Radoslav Banga. Han har släppt två skivor i Tjeckien. Han tävlade i Eurovision Song Contest år 2009 men kom på sista plats utan poäng i semifinal 1 och gick alltså inte vidare.